# SK Brann
El SK Brann es un club de fútbol de la ciudad de Bergen en Noruega. Fue fundado en 1908. Compitió el 2023 en la Eliteserien, la primera división del fútbol noruego, tras su ascenso en la temporada 2022 de la Obosligaen. En la temporada 2007 consiguió su tercer título de la Liga.

## Uniforme
- Uniforme titular: Camiseta roja, pantalón blanco y medias rojas.
- Uniforme alternativo: Camiseta, pantalón y medias negras.

## Rivales
El SK Brann tiene rivalidades históricas con el Rosenborg BK de Trondheim, el Vålerenga IF de Oslo y el Lillestrøm SK.
También disputa en el derbi del oeste contra el Viking FK de Stavanger

## Afición
El SK Brann es conocido por tener una de las mejores aficiones de Noruega.  Las ultras se llaman Bataljonen.

## Estadio
El SK Brann juega sus partidos en el Brann Stadion, que fue inaugurado en 1919 y cuenta con una capacidad de 16.750 espectadores (expandable).

## Records
- Mayor victoria como local: 11-0 al Vard Haugesund, 25 de junio de 1997
- Mayor victoria como visitante: 9-0 al Åkra IL, 5 de mayo de 2004
- Mayor derrota como local: 0-7 frente al FC Lyn Oslo, 8 de agosto de 1964
- Mayor derrota como visitante: 0-10 frente al Rosenborg BK, 5 de mayo de 1996
- Mayor número de espectadores, Brann Stadion: 24.800 contra el Fredrikstad FK, 1 de octubre de 1961
- Mayor media de espectadores, temporada: 17.228, 2007
- Más partidos disputados, total: 557, Tore Nordtvedt 1963-1979
- Más partidos disputados, liga: 305, Tore Nordtvedt 1963-1979
- Más goles anotados, total: 245, Rolf Birger Pedersen 1957-1972
- Más goles anotados, liga: 90, Rolf Birger Pedersen 1957-1972

## Entrenadores
- Karl Geyer (1938–39)
- Billy Cook (1947)
- Alf Young (1948)
- Billy Cook (1949–51)
- George Ainsley (1955)
- Oddvar Hansen (1955–57), (1960–63)
- Josef Stroh (1964)
- Oddvar Hansen (1965–68)
- Karol Bučko (1969–72)
- Ray Freeman (1972–73)
- Billy Elliott (1974–78)
- Les Shannon (1980–81)
- Arve Mokkelbost (1982–83)
- Tony Knapp (1986–87)
- Teitur Thordarson (1988–90)
- Kalle Björklund (1991–92)
- Hallvar Thoresen (1993–95)
- Kjell Tennfjord (1995–98)
- Harald Aabrekk (1998–99)
- Teitur Thordarson (2000–02)
- Mons Ivar Mjelde (2003–08)
- Steinar Nilsen (2009–10)
- Rune Skarsfjord, Interino (May 2010– Dic 2010)
- Rune Skarsfjord (2011–13)
- Kenneth Mikkelsen, Interino (Nov 2013–Dic 2013)
- Rikard Norling (2014–May 2015)
- Lars Arne Nilsen (May 2015–Ago 2020)[1]
- Kåre Ingebrigtsen (Ago 2020–Jul 2021)
- Eirik Horneland, (Jul 2021–Dic 2024)

## Palmarés
- Liga noruega (3): 1962, 1963, 2007
- Copa de Noruega (7): 1923, 1925, 1972, 1976, 1982, 2004, 2022-23
- Segunda división de Noruega (1): 2022

## Participación en competiciones de la UEFA
| Competicion UEFA | Competicion UEFA       | Competicion UEFA  | Competicion UEFA       | Competicion UEFA | Competicion UEFA | Competicion UEFA |  |
| Temporada        | Torneo                 | Ronda             | Club                   | Casa             | Visita           | Global           |  |
| ---------------- | ---------------------- | ----------------- | ---------------------- | ---------------- | ---------------- | ---------------- |  |
| 1973-74          | UEFA Cup Winners' Cup  | 1                 | Gzira United           | 7-0              | 2-0              | 9-0              |  |
| 1973-74          | UEFA Cup Winners' Cup  | 2                 | Glentoran F.C.         | 1-1              | 1-3              | 2-4              |  |
| 1976-77          | UEFA Cup               | 1                 | QPR                    | 0-7              | 0-4              | 0-11             |  |
| 1977-78          | UEFA Cup Winners' Cup  | 1                 | ÍA Akranes             | 1-0              | 4-0              | 5-0              |  |
| 1977-78          | UEFA Cup Winners' Cup  | 2                 | FC Twente              | 1-2              | 0-2              | 1-4              |  |
| 1983-84          | UEFA Cup Winners' Cup  | 1                 | NEC Nijmegen           | 0-1              | 1-1              | 1-2              |  |
| 1989-90          | UEFA Cup Winners' Cup  | 1                 | U.C. Sampdoria         | 0-2              | 0-1              | 0-3              |  |
| 1996-97          | UEFA Cup Winners' Cup  | Clasificatoria    | Shelbourne F.C.        | 2-1              | 3-1              | 5-2              |  |
| 1996-97          | UEFA Cup Winners' Cup  | 1                 | Cercle Brugge K.S.V.   | 4-0              | 2-3              | 6-3              |  |
| 1996-97          | UEFA Cup Winners' Cup  | 2                 | PSV Eindhoven          | 2-1              | 2-2              | 4-3              |  |
| 1996-97          | UEFA Cup Winners' Cup  | Cuartos de final  | Liverpool F.C.         | 1-1              | 0-3              | 1-4              |  |
| 1997-98          | UEFA Cup               | 1ª Clasificatoria | PFC Naftex Burgas      | 2-1              | 2-3              | 4-4 (a)          |  |
| 1997-98          | UEFA Cup               | 2ª Clasificatoria | Grasshopper            | 2-0              | 0-3              | 2-3              |  |
| 1998-99          | UEFA Cup               | 2ª Clasificatoria | FK Žalgiris            | 1-0              | 0-0              | 1-0              |  |
| 1998-99          | UEFA Cup               | 1                 | SV Werder Bremen       | 2-0              | 0-4 (a.e.t.)     | 2-4              |  |
| 1999             | UEFA Intertoto Cup     | 2                 | Varteks                | 3-0              | 0-3              | 3-3 (4-5 p)      |  |
| 2000-01          | UEFA Cup               | Clasificatoria    | FK Liepājas Metalurgs  | 1-0              | 1-1              | 2-1              |  |
| 2000-01          | UEFA Cup               | 1                 | FC Basel               | 4-4              | 2-3              | 6-7              |  |
| 2001-02          | UEFA Champions League  | 2ª Clasificatoria | PFC Levski Sofia       | 1-1              | 0-0              | 1-1 (a)          |  |
| 2002-03          | UEFA Cup               | Clasificatoria    | FK Sūduva Marijampolė  | 2-3              | 2-3              | 4-6              |  |
| 2005-06          | UEFA Cup               | 2ª Clasificatoria | AC Allianssi           | 0-0              | 2-0              | 2-0              |  |
| 2005-06          | UEFA Cup               | 1                 | FC Lokomotiv Moscow    | 1-2              | 2-3              | 3-5              |  |
| 2006-07          | UEFA Cup               | 1ª Clasificatoria | Glentoran F.C.         | 1-0              | 1-0              | 2-0              |  |
| 2006-07          | UEFA Cup               | 2ª Clasificatoria | Åtvidabergs FF         | 3-3              | 1-1              | 4-4 (a)          |  |
| 2007-08          | UEFA Cup               | 1ª Clasificatoria | Carmarthen Town AFC    | 6-3              | 8-0              | 14-3             |  |
| 2007-08          | UEFA Cup               | 2ª Clasificatoria | FK Sūduva              | 2-1              | 4-3              | 6-4              |  |
| 2007-08          | UEFA Cup               | 1                 | Club Brugge KV         | 0-1              | 2-1              | 2-2 (a)          |  |
| 2007-08          | UEFA Cup               | Grupo D           | Hamburg                | 0-1              | ---              | 3º Lugar         |  |
| 2007-08          | UEFA Cup               | Grupo D           | Rennes                 | ---              | 1-1              | 3º Lugar         |  |
| 2007-08          | UEFA Cup               | Grupo D           | NK Dinamo Zagreb       | 2-1              | ---              | 3º Lugar         |  |
| 2007-08          | UEFA Cup               | Grupo D           | FC Basel               | ---              | 0-1              | 3º Lugar         |  |
| 2007-08          | UEFA Cup               | 1/32              | Everton F.C.           | 0-2              | 1-6              | 1-8              |  |
| 2008-09          | UEFA Champions League  | 2ª Clasificatoria | FK Ventspils           | 1-0              | 1-2              | 2-2 (a)          |  |
| 2008-09          | UEFA Champions League  | 3ª Clasificatoria | Marseille              | 0-1              | 1-2              | 1-3              |  |
| 2008-09          | UEFA Cup               | 1                 | Deportivo de La Coruña | 2-0              | 0-2 (a.e.t.)     | 2-2 (p)          |  |
| 2017-18          | UEFA Europa League     | 2ª Clasificatoria | MFK Ružomberok         | 0-2              | 1-0              | 1-2              |  |
| 2019-20          | UEFA Europa League     | 1ª Clasificatoria | Shamrock Rovers        | 2-2              | 1-2              | 3-4              |  |
| 2023-24          | UEFA Conference League | 3ª Clasificatoria | Arouca                 | 3-1              | 1-2              | 4-3              |  |
| 2023-24          | UEFA Conference League | Playoff           | AZ                     | 3-3 (t.e.)       | 1-1              | 4-4 (5-6 p)      |  |
| 2024-25          | UEFA Conference League | 2ª Clasificatoria | GAE                    | 2-1              | 0-0              | 2-1              |  |
| 2024-25          | UEFA Conference League | 3ª Clasificatoria | St. Mirren             | 3-1              | 1-1              | 4-2              |  |
| 2024-25          | UEFA Conference League | Playoff           | Astana                 | 2-0              | 0-3              | 2-3              |  |